# Larry Marshall (schottischer Schauspieler)
Larry Marshall (* 13. März 1924 in Busby, East Renfrewshire, Schottland; † 4. Dezember 2012 in Larbert, Falkirk, Schottland), geboren als Americo Tomasso, war ein britischer Schauspieler italienischer Abstammung.

## Leben
Marshall wurde als Sohn von Maria Rossi und Pasquale „Peter“ Tomasso im schottischen Busby geboren und war das jüngste von elf Kindern. Sein Vater war Konditor und Eiscremeverkäufer aus Caserta. Seine Mutter, die in Brüssel geboren wurde, kam mit elf Jahren nach Cardito in der Nähe von Rom. Nach der Heirat der Eltern in Vallerotonda zogen diese im Jahr 1904 nach Glasgow, 1911 nach Eaglesham und 1917 schließlich nach Busby in der Council Area East Renfrewshire.
Marshall, der in der Familie Enrico genannt wurde, besuchte die Grundschule St. Joseph’s in Clarkston und erhielt später ein Stipendium für die St. Mirren’s Academy in Paisley. In seiner Jugend arbeitete er zusammen mit seinen Geschwistern im Geschäft der Eltern in Clarkston. Während der Schulzeit trat er erstmals auf der Bühne auf und kam mit der Schauspielerei in Berührung.
Nachdem er im Alter von 15 Jahren die Schule verlassen hatte, arbeitete er zunächst bei einem Lebensmittelhändler in seinem Heimatort als Lieferwagenfahrer. Zu Beginn des Zweiten Weltkriegs ließ er sich zum Automechaniker ausbilden und arbeitete für die Western Scottish Motor Traction Company (SMT) in deren Depot in Newton Mearns – ein Busunternehmen. Nach der Einberufung zum Militärdienst absolvierte er seine Grundausbildung in den „Don Barracks“ bei Aberdeen; im Anschluss wurde er dem Aufklärungskorps in Scarborough zugeteilt. Weitere Stationen der Ausbildung erfolgten in Catterick und bei den Ford Motorwerken in Dagenham. Während des Krieges war er als Soldat in Italien und Deutschland stationiert. Im Jahr 1944 starb sein Vater im Alter von 67 Jahren an einem Blutgerinnsel.
1960 wurde er wegen rücksichtslosen Fahrens angeklagt, aber im November desselben Jahres freigesprochen.
Marshall lebte zuletzt in Blanefield und starb im Alter von 88 Jahren an den Folgen der Alzheimer-Krankheit im Forth Valley Royal Hospital von Larbert in der Council Area Falkirk. Er wurde von seiner Ehefrau, Kay Marguarite Rose (1934–2024), überlebt, mit der er seit 1964 verheiratet war.

## Karriere

### Bühnenkarriere
Nach Ende des Krieges und seiner Zeit bei der Armee begann er ab 1949 zunächst mit einer Bühnenkarriere in der Comedy und als Pantomime. Er trat dem Jugendclub von St. Joseph bei, der von der gleichnamigen Kirchengemeinde in Clarkston betrieben wurde. Er inszenierte Bühnenadaptionen von Aladin und seine Wunderlampe, die im Dezember 1949 zur Aufführung kam, und im Folgejahr Sindbad der Seefahrer. In beiden von ihm geschriebenen Pantomimestücken übernahm er auch Rollen im Amateurtheater und spielte auch in Paisley.
Anfang der 1950er Jahre trat er den Glasgow Marion Players bei und trat von 1951 bis 1952 in der Pantomime-Version von The Sleeping Beauty beim Repertory Theatre von Rutherglen auf. 1952 war er zudem in The Biggest Thief In Town zu sehen und im November desselben Jahres als Dougie in The Ferris Sisters. Später spielte er Weelum in Graham Moffatts Stück Bunty Pulls The Strings.
1953 entdeckte ihn der Schauspieler Duncan Macrae und riet ihm zu einer professionellen Bühnenkarriere und in der Comedy, bis dahin trat er als Harry Tomasso auf. Er legte sich seinen Künstlernamen zu und spielte Sketche in North Berwick. Im Sommer 1954 wurde Marshall von dem Show-Promoter George B. Bowie unter Vertrag genommen und trat im Barrfield’s Pavilion in Largs auf, einem damals renommierten Comedy-Club. Zu dieser Zeit sprach er für die schottische Serie Almost Brand New der BBC vor, was ihn später in den Hörfunk bringen sollte.
1955 spielte er bei den Rothesay Entertainers, hatte aber weiterhin Auftritte mit dem Rutherglen Rep, beispielsweise in der Pantomime Whigmaleeries der späteren Drehbuchautoren John Law und Bill Craig.
Ende 1956 trat Marshall in Pete Davis’ Pantomime-Stück Hop o’ My Thumb im Palace Theater von Newcastle auf. Ab dem 22. April 1957 war er in Tommy Morgans Sommershow zu sehen: der schottische Komiker ermöglichte jungen Talenten so ihren Durchbruch und Marshall spielte an der Seite von Brian Douglas, Charlie Sim und Hilary Paterson. Mitte Juni des Jahres verließ er die Show, um in der Sommershow Holiday Hayride des Veranstalters Archie McCulloch im Grand Theatre von Girvan aufzutreten.
Marshall schrieb den größten Teil seines Bühnenmaterials selbst, während er gleichzeitig Drehbücher und Sketche für andere Komödianten verfasste, beispielsweise Duncan Macrae und Jack Milroy.

### Fernsehkarriere
Auf Vermittlung von Archie McCulloch kam es 1957 zu einem Treffen zwischen Marshall und Rai Purdy, dem ersten Programmchef des damals noch jungen schottischen Senders STV, kurz für Scottish Television. Bei STV handelt es sich um einen von Roy Thomson gegründeten unabhängigen Fernsehsender mit einer regionalen Lizenz, auch als Channel-3-Lizenz bezeichnet, der als frei empfangbarer Konkurrent der BBC Scotland gilt und primär in den Ballungszentren Nord- und Mittelschottlands empfangbar ist.
Ursprünglich wollte Marshall als Drehbuchautor für Comedy beim Sender arbeiten, aber Purdy bot ihm direkt eine Rolle vor der Kamera an. Zusammen mit Jimmy Nairn, Charlie Sim, Sheila Mathews und später Dorothy Paul wurde er Teil der Besetzung der Varietésendung The One O’Clock Gang, die von 1957 bis 1965 mit insgesamt 1760 Folgen zunächst im Theatre Royal Glasgow und später in den STV Studios in Cowcaddens produziert wurde. Die Sendung wurde wochentags um 13 Uhr live ausgestrahlt und zu einem großen Erfolg des Senders. Ende 1965 wurde sie auf Bestreben des Vorsitzenden der Independent Television Authority, Charles Hill, mit den Worten: “My God, how long have you been getting away with this?” eingestellt.
Es folgten im Laufe der Zeit weitere Formate und Sondersendungen mit Marshall, beispielsweise die Larry Marshall Show und Happy as Larry. Im Jahr 1963 folgte Hit the Road, 1964 Larry Go Round und im Juni 1965 die vier Folgen umfassende Late-Night-Show Late Night Larry. In vielen Sendungen wurde er vom Tommy Maxwell Quartet (auch: The Tommy Maxwell Four) begleitet. Der Sender STV veranstalte regelmäßig Jahresendeshows zu Silvester, darunter A Guid New Year from Glasgow (1958) und Hogmanay (1962). Marshall avancierte zu einer beliebten Fernsehpersönlichkeit Schottlands und über dessen Grenzen hinaus, selbst Sean Connery war ein Fan und sagte über ihn: „[…]nobody was Larry’s equal in dealing with an audience“.
Als Schauspieler war er ab 1965 in mehreren Produktionen des schottischen Ablegers der BBC, BBC Scotland, vor der Kamera zu sehen. So spielte er 1965 Bernard Martin in zwölf Folgen der britischen Seifenoper Crossroads. In den Jahren 1966 und 1967 verkörperte er Detective Sergeant Garvin und Fergie in der Fernsehserie This Man Craig. 1967 war er auch in einer Nebenrolle von The Vital Spark sowie in fünf Folgen der Fernsehserie The Revenue Men als Walker zu sehen. Im Jahr 1969 spiele er Mr. Gallagher und Bailie McFadden in Dr. Finlay’s Casebook sowie Stewart Scott in Die Männer von Cumberland (engl. The Borderers), die am 31. Dezember erstmals auf BBC2 ausgestrahlt wurde. 1970 verkörperte er O’Neill in einer Folge des Wednesday Play und war im selben Jahr auch in einer Folge von Lex Again an der Seite von Lex McLean zu sehen. Bis auf Die Männer von Cumberland wurden im deutschsprachigen Raum keine der genannten Fernsehserien synchronisiert oder ausgestrahlt.
Von 1975 bis 1976 war Marshall erneut in einem eigenen Showformat bei STV zu sehen: Larry Looks Lightly. Er war auch als Gastmoderator auf Scotland Radio zu hören und moderierte diverse Panelshows.

## Filmografie (Auswahl)
- 1957–1965: The One O’Clock Gang
- 1958: The Larry Marshall Show
- 1958: A Guid New Year from Glasgow
- 1958–1959: Happy as Larry
- 1962: Hogmanay
- 1963: Hit the Road (Moderation)
- 1965: Larry Go Round
- 1965: Late Night Larry
- 1965: Crossroads
- 1966–1967: This Man Craig
- 1967: The Vital Spark
- 1967: The Revenue Men
- 1969: Die Männer von Cumberland (The Borderers)
- 1969: Dr. Finlay’s Casebook
- 1970: The Wednesday Play
- 1970: Lex Again[16]
- 1975–1976: Larry Looks Lightly[2]

## Theater (Auswahl)
- 1949: Aladin und seine Wunderlampe (Phantomime; St. Joseph, Busby)
- 1950: Sindbad der Seefahrer (Phantomime; St. Joseph, Busby)
- 1951–1952: The Sleeping Beauty (Phantomime; Repertory Theatre, Rutherglen)
- 1952: The Biggest Thief In Town, The Ferris Sisters, Bunty Pulls The Strings
- 1955: Whigmaleeries (Repertory Theatre, Rutherglen)
- 1956: Hop o’ My Thumb (Palace Theater, Newcastle)
- 1957: Tommy Morgan's Summer Show
- 1957: Holiday Hayride (Grand Theatre, Girvan)